# Държавен куклен театър (Видин)
Държавният куклен театър във Видин се намира на ул. „Пазарска“ № 4.
Създаден е през 1975 г. към читалище „Цвят“. През 1981 година добива статут на държавен куклен театър и става поделение на тогавашния Комитет за култура, наследен от Министерството на културата. Театъра се финансира от Министерството на културата.
В театъра работят 24 души: актьорска група от 9 души, технически персонал и администрация. Репертоарът му е насочен основно към детската публика, но се играят и спектакли за възрастни. Годишно се осъществяват 3-4 нови постановки, като в игралния си афиш Видинският куклен театър поддържа 10-12 заглавия. През годината се играят около 200 представления в града и околностите, както и на подходящи сцени в страната.
Художествените търсения на трупата балансират изразните средства на кукленото представление със сценична игра на живо. На видинска сцена могат да се видят постановки от всички сценични жанрове, творците работят с различни системи кукли, като проявяват силен и траен интерес към театъра на сенките.
Видинският куклен театър има участия в много национални и международни срещи и фестивали и успешни гастроли в Германия, Австрия, Югославия, Монголия, Хърватия, Румъния, Унгария, Албания. Той е единственият български театър, който членува в европейската асоциация „Изкуство за деца и млади хора“ със седалище в Амстердам, Нидерландия. Кукленият театър поддържа професионални контакти с френската театрална компания „Дворец на басните“ в Париж, съвместно с която осъществи през 1997 г. театралния проект „От другата страна на очите“.
Театърът е носител на редица престижни награди, сред които са:
- първа награда на Националната куклена академия „Куклар-95“,
- Специалната награда на журито на Международния куклен фестивал в Ботошани, Румъния (1996),
- наградата за най-добър ансамбъл на Международния куклен фестивал в Суботица, Сърбия (1997),
- награда на нидерландското посолство и нидерландската фондация „Проекти Изток-Запад“ на Международния куклен фестивал „Двама са малко, трима са много“ в Пловдив (1999 и 2000),
- голямата награда „Най-добър спектатъл“, награда за режисура, за сценография и 3 актьорски награди за ролята на Петрушка в спектакъла „Спомен за Петрушка“ на Международния куклен фестивал в Суботица (2001).